# Rinchnach
Rinchnach település Németországban, azon belül Bajorországban. Lakosainak száma 3094 fő (2023. december 31.). Rinchnach Zwiesel, Frauenau és Regen községekkel határos.

## Népesség
| Lakosok száma | 960  | 1648 | 2785 | 2988 | 3052 | 3077 | 3095 | 3081 | 3057 | 3094 |
|               | 1875 | 1950 | 1975 | 1987 | 2012 | 2014 | 2016 | 2017 | 2021 | 2023 |